# Aodong
Aodong (kinesiska: 敖东) är en köping i sydöstra Kina. Den ligger på Pingtanön i Pingtan härad i provinshuvudstaden Fuzhou i provinsen Fujian, omkring 81 kilometer sydost om centrala Fuzhou. Antalet invånare är 20 453. Befolkningen består av 10 321 kvinnor och 10 132 män. Barn under 15 år utgör 18,0 %, vuxna 15-64 år 71 %, och äldre över 65 år 10,0 %.